# Adriana Mašková
Adriana Mašková (* 18. září 1998 Tvrdonice) je česká profesionální tanečnice, lektorka tance a vítězka StarDance.

## Život
Pochází z moravských Tvrdonic. Od šesti let hrála tenis, po čtyřech letech ale zkusila tanec, kterému se po asi půl roce začala věnovat naplno. Ve čtrnácti letech se dostala mezi nejlepší tanečnice v Česku, s tanečním partnerem Michalem Burešem se stali juniorskými mistry republiky ve standardních tancích a vicemistry republiky v latinskoamerických tancích. Mistryní republiky byla v kariéře pětkrát, dvakrát ve standardních tancích a třikrát v kombinaci deseti tanců.
Věnuje se také učení standardních a latinskoamerických tanců pro děti a dospělé. Kromě tance studuje architekturu na ČVUT.
Zúčastnila se čtyř ročníků televizní taneční soutěže StarDance …když hvězdy tančí. V desáté řadě v roce 2019 byl jejím partnerem herec Miroslav Hanuš, se kterým skončila na šestém místě. O dva roky později byla vybrána podruhé, jejím partnerem v 11. řadě byl herec Jan Cina a společně soutěž vyhráli. V roce 2023, ve 12. řadě, byl jejím tanečním partnerem cukrář Josef Maršálek, se kterým skončila na 5. místě. V roce 2024, ve 13. řadě, tančila po boku herce Filipa Blažka, se kterým skončila na 7. místě.
V roce 2022 účinkovala rovněž ve slovenské verzi taneční show, Let's Dance, kde byl jejím partnerem herec Marek Fašiang.